# 広島カープ誕生物語
『広島カープ誕生物語』（ひろしまカープたんじょうものがたり）は、中沢啓治による日本の野球漫画。描き下ろし単行本として1994年に汐文社より発行（全2巻）され、2014年に垣内出版より再版（全1巻）された。また、2015年には、電子書籍版も各社から発売された。1994年には『かっ飛ばせ!ドリーマーズ～カープ誕生物語～』のタイトルでアニメ映画化された。
ストーリーは広島カープ創設期のエピソードを中心に、1975年の初優勝まで、おおむね史実に沿って進むが、「縄ホームラン」「ポール引っこ抜き」「樽募金」といった逸話が、主人公である進の主導で引き起こされたことになっている、史実を基にしたフィクションである。

## あらすじ
原爆孤児である大地進（だいちすすむ）は、親友の弘、順二、守らと共に呉の進駐軍の野球チームと、食料と浮世絵（農家の土倉からの流出品）を賭けて試合をしていた。そんな折、1949年にプロ野球チーム「広島カープ」ができると知り、進たちは歓喜に沸く。
ところが、カープはユニフォームを揃える資金もなく、発足式でも選手二人が背広姿のまま。設備はおろか、日々の食事にも事欠く貧乏球団であった。進たちはそんなカープを愛し、何とか盛り立てて行こうと、募金や応援など、様々な後援活動を行っていく。
進の婚約者・光子は、父や進が野球にのめり込むあまり、仕事をないがしろにすることに頭を痛めていたが、次第に態度を和らげていき、カープが優勝したら結婚式を挙げようと約束するのだった。時は流れ1975年、進と光子は42歳になっても式を挙げられずにいたが…。

## 登場人物
大地 進（だいち すすむ）→太田 進（おおた すすむ）
原爆で両親を亡くした孤児。かつて避難していた防空壕で飼い犬のゴンと共に生活している。草野球チームの「ラッキーズ」では、エースで4番を務めており、極度の野球狂でもある。亡き父は白石勝巳似。自分を庇ってヤクザに負傷させられ足が不自由になった伝造に代わって太田豆腐店を継ぐ（後に「カープ豆腐店」に改名）。史実のカープファンの総体や象徴とでも言うべきキャラクターであり、カープの歴史で起こった事件・騒動の大半は、劇中では彼が主導して引き起こす形になっている。「木戸美摸投手負傷事件」だけは悪質な上に、一応犯人が出頭していたことから、進は関与せず、お好み焼き屋での会話でわずかに言及されるだけである。
青野 弘（あおの ひろし）
新聞記者の父と母と共に生活している。英語が達者で、父から聞いたカープ関連の情報を進たちに提供してくれる。「ラッキーズ」では捕手を務めており、進駐軍との試合では通訳をしている。Carpは単複同形と指摘し、チーム名が「カープス」から「カープ」となった逸話が、彼のエピソードとなっている。広陵高校に進学。後に新聞社でスポーツ記者になる。
早川 順二（はやかわ じゅんじ）
桶職人の父と母、妹と生活している。口が達者で落語や実況を1人でやる話芸の持ち主。「ラッキーズ」では二塁手を務めている。広島商業高校に進学、後に放送局のアナウンサーとなる。モデルは元中国放送アナウンサー・のち尾道市議会副議長を務めた山中善和。なお、山中は映画化された本作品でアナウンサー役として出演している。
土屋 守（つちや まもる）
野球以外はすべてノロマな男。父は原爆で他界し、母と生活している。「ラッキーズ」では右翼手を務めている。入団テストのどさくさに紛れ、広島総合球場のグラウンド整備に雇われる。後に広島市民球場でもグランドキーパーを務める。
太田 伝造（おおた でんぞう）
豆腐屋を営む男性。毎回、出前の途中に進たちの野球練習に参加しては豆腐を腐らせている。1930年に広島商業学校の野球部で補欠としてベンチにおり、甲子園にて優勝した経験があると自称しており、石本秀一監督の日本刀の刃渡りエピソードを語る。自身と同じ野球狂の進を養子にしようとしている。
太田 光子（おおた みつこ）
伝造の娘。母は原爆で他界。父が豆腐を腐らせるせいで店が赤字なため、しょっちゅう親子喧嘩をしており、最初は父親に似た野球狂の進を嫌っていたが、キャッチボールを機に進と親交を深めるようになる。1953年の春に進と婚約し籍を入れる。この頃からカープファンとなっていき、1975年のシーズンでは山本浩二、衣笠、古葉監督らの男前な風貌に惚れ込んでいる。
ゴン
進の愛犬。性別はオス。野球ボールで遊ぶのが好きで、進の野球練習にも付き添っている。進と共に太田家に入り、光子にも可愛がられていた。犬としてはかなりの長寿で物語当初（1947年以前）から1960年代半ばまで約20歳ほども生きていたが、老いて動きが鈍くなっていたため、野球ボールを追いかけて道路に出た際に自動車を避けられず、当て逃げされ死亡した。亡骸は太田家の片隅に埋められ墓が作られた。

### 主な実在の人物
- 石本秀一
- 白石勝巳
- 辻井弘
- 長谷川良平
- 小鶴誠
- 金山次郎
- 山本浩二
- 衣笠祥雄
- 外木場義郎
- ゲイル・ホプキンス
- リッチー・シェーン
- ジョー・ルーツ
- 古葉竹識

## 銅像
「広島カープ誕生物語」の主要登場人物を象った銅像が2015年3月20日、広島市南区のMAZDA Zoom-Zoom スタジアム広島の屋内練習場近くの特設広場に開設された。銅像は、進とその仲間5人が土管に座わってカープを応援し、進の飼い犬ゴンがその前にいるという設定で、瓦礫や広島電鉄の路面電車の線路、敷石、レンガ、瓦などは実際に被曝したものを使用し、終戦直後の広島市街を忠実に再現している。中沢啓治の作品の銅像化は本作が初。
銅像は中国新聞社と広島東洋カープが戦後70年企画の一環として共同で建てたもので、除幕式には中沢の妻・中沢ミサヨ、広島東洋カープオーナー代行、中国新聞社社長も出席した。

## アニメ映画
1994年に大幅に脚色がなされ、広島東洋カープの結成を描いたアニメ映画化『かっ飛ばせ!ドリーマーズ〜広島カープ誕生物語〜』の原案となった。カープ関係者からは衣笠祥雄が審判役を、長谷川良平が石本秀一役をそれぞれ務めた。キャストや製作陣には広島市・広島県出身者が多く起用された。
キャスト
- 大地進 - 甲田将樹（少年時代）、難波圭一（成人）
- 大地歩 - 吉田真吾
- 川田守 - 中島誠（少年時代）、堀本等（成人）
- 松島弘 - 岡田剛（少年時代）、塩屋浩三（成人）
- 神谷順二 - 九十九慧典（少年時代）、檜山修之（広島県出身）（成人）
- 石本監督 - 長谷川良平
- 審判 - 衣笠祥雄
- 浩一 - 風見しんご（広島市出身）
- 光子 - 相原勇（広島市出身）
- 陽子 - 小山裕香（広島市出身）
- アナウンサー - 山中善和(元中国放送アナウンサー・広島県出身)

スタッフ
- 原案：中沢啓治
- 脚本：高屋敷英夫
- 監督：兼森義則（広島県出身）
- アニメ制作：マッドハウス
- 製作：広島映画センター
- プロデューサー：牛尾英隆、丸山正雄
- 演出：浅香守生
- 音楽：兼崎順一
- 美術監督：青木勝志（広島県出身）
- 作画監督：佐藤雄三
- 音響監督：本田保則

主題歌
「好敵手」
歌 - 田中星児 / 作詞・作曲：さだまさし / 編曲：兼崎順一
DVD
発売元 - 広島映画センター
販売元 - ジャパンホームビデオ